# Крістоффер Нюман
Крістоффер Аке Свен Нюман (швед. Christoffer Åke Sven Nyman, нар. 5 жовтня 1992, Норрчепінг, Швеція) — шведський футболіст, центральний форвард клубу «Норрчепінг» і збірної Швеції.

## Ігрова кар'єра

### Клубна
Крістоффер Нюман народився у місті Норрчепінг, неподалік від стадіону місцевого клубу «ІФК Норрчепінг». З п'яти років Крістоффер почав грати у футбольній школі цього клубу.
У 2010 році він приєднався до першої команди клубу і за результатами сезону отримав приз «Кращому молодому гравцю року», тим самим допомігши «Норрчепінгу» виграти турнір Супереттан. У наступному сезоні Нюман у складі свого клубу дебютував у Аллсвенскан.
Своєю грою форвард привернув до себе увагу деяких клубів з Нідерландів та Туреччини. Але «Норрчепінг» відмовився відпускати свого нападника, пояснивши це тим, що у команди були добрі шанси на чемпіонський титул. І тільки вигравши чемпіонат Швеції у 2015 році, клуб погодився відпустити Нюмана.
Влітку 2016 року Нюман підписав контракт з клубом Другої Бундесліги «Айнтрахтом» з Брауншвейга. Відігравши в клубі три сезони, у січні 2019 року Нюман повернувся до складу «Норрчепінга», підписавши з рідним клубом контракт на чотири роки.

### Збірна
Крістоффер Нюман зіграв чотири гри у складі молодіжної збірної Швеції. У січні 2013 року в ході турне по Азії Нюман дебютував у національній збірній Швеції.

## Досягнення
«Норрчепінг»
- Чемпіон Швеції: 2015
- Переможець Суперкубка Швеції: 2015
- Найкращий бомбардир Чемпіонату Швеції: 2020

Особисті досягнення
- Гравець місяця Аллсвенскан (2): квітень 2016[7], вересень 2020[8]